# Kannemeyeria
Kannemeyeria var ett släkte therapsider som levde under början av trias. Fossil av Kannemeyria har påträffats i Sydafrika, Namibia, Tanzania, Zambia, Argentina (tillhörighet omstridd), Ryssland och Indien (tillhörighet omstridd).
Kannemeyria kunde bli upp till tre meter lång, hade en kraftig kropp med fyra kraftiga ben och en hård hud som skyddade mot rovdjur. Den hade ett enormt huvud med stora öppningar för ögon, näsborrar och käkmuskler. Den saknade tänder och hade i stället en näbb som användes för att riva upp rötter och blad.